# Carter Rycroft
Carter Rycroft (Grande Prairie, 28 de agosto de 1977) es un deportista canadiense que compitió en curling.
Participó en los Juegos Olímpicos de Salt Lake City 2002, obteniendo una medalla de plata en la prueba masculina. Ganó dos medallas en el Campeonato Mundial de Curling, en los años 2010 y 2015.

## Palmarés internacional
| Juegos Olímpicos   | Juegos Olímpicos                | Juegos Olímpicos  | Juegos Olímpicos |
| Año                | Lugar                           | Medalla           | Prueba           |
| ------------------ | ------------------------------- | ----------------- | ---------------- |
| 2002               | Salt Lake City (Estados Unidos) | Medalla de plata  | Equipo           |
| Campeonato Mundial |                                 |                   |                  |
| Año                | Lugar                           | Medalla           | Prueba           |
| 2010               | Cortina d'Ampezzo (Italia)      | Medalla de oro    | Equipo           |
| 2015               | Halifax (Canadá)                | Medalla de bronce | Equipo           |